# Nieuwerkerk (vulkaan)
Nieuwerkerk is een Indonesische submariene vulkaan in de Bandazee.